# 桐峪镇 (左权县)
桐峪镇，是中华人民共和国山西省晋中市左权县下辖的一个乡镇级行政单位。

## 行政区划
桐峪镇下辖以下地区：
桐滩村、中庄村、下武村、武家峧村、隘口村、上武村、南峧沟村、白家庄村、苇则村、前山村、西交村、马家坪村、活岩村、碾草渠村、南冶村和桥上村。